# Công nghiệp dầu khí
Công nghiệp dầu khí bao gồm các hoạt động khai thác, chiết tách, lọc, vận chuyển (thường bằng các tàu dầu và đường ống), và tiếp thị các sản phẩm dầu mỏ. Phần lớn các sản phẩm của ngành công nghiệp này là dầu nhiên liệu và xăng. Dầu mỏ là nguyên liệu thô dùng để sản xuất các sản phẩm hóa học như dược phẩm, dung môi, phân bón, thuốc trừ sâu và nhựa tổng hợp. Ngành công nghiệp này thường được chia thành các phần chính như: thượng nguồn và hạ nguồn. Ngoài ra còn có phần trung nguồn nhưng đôi khi nó được gộp vào phần hạ nguồn.
Dầu mỏ có ý nghĩa quan trong đối với các ngành công nghiệp, và duy trì nền văn minh công nghiệp hóa, và đây cũng là mối quan tâm của một số quốc gia. Dầu chiếm một tỷ lệ lớn trong tiêu thụ năng lượng trên toàn cầu, dao động trong khoảng thấp nhất là 32% ở châu Âu và châu Á lên đến mức cao là 53% ở Trung Đông. Các vùng địa lý khác tiêu thụ năng lượng này còn có: Nam và Trung Mỹ (44%), châu Phi (41%), và Bắc Mỹ (40%). Thế giới tiêu thụ 30 tỷ thùng (4,8 km³) dầu mỗi năm, trong đó các nước phát triển tiêu thụ nhiều nhất. 24% lượng dầu sản xuất năm 2004 được tiêu thụ ở Hoa Kỳ.

## Lịch sử
Dầu mỏ xuất hiện trong tự nhiên ở dạng lỏng được tìm thấy trong các thành hệ đá. Nó bao gồm hỗn hợp của các hydrocarbon có nhiều khối lượng khác nhau và các hợp chất hữu cơ khác. Người ta chấp nhận một cách tổng quát rằng dầu giống như các nhiên liệu hóa thạch khác được tạo ra từ xác của các động thực vật bị hóa thạch chịu tác động bởi nhiệt độ vá áp suất trong vỏ Trái Đất qua hàng trăm triệu năm. Theo thời gian, các vật chất bị phân hủy bị phủ bởi các lớp bùn và bột, bị nhấn chìm vào trong vỏ Trái Đất và được bảo tồn ở đây giữa các lớp nóng và bị nén dần dần biến đổi thành các vỉa dầu khí.
Dầu mỏ ở dạng tự nhiên đã được con người sử dụng cách đây hơn 5.000 năm. Nhìn chung dầu đã được sử dụng từ rất sớm trong lịch sử loài người để giữ cho ngọn lửa cháy, và cũng dùng trong chiến tranh. Những tấm gỗ được khắc bằng tiếng Ba Tư cổ đại cho thấy những ứng dụng làm thuốc và thắp sáng bằng dầu mỏ trong cấp thượng lưu trong xã hội. Trung Quốc cổ đại cũng từng đốt dầu váng để thấp sáng.
Ngành công nghiệp dầu khí trước đây được thành lập từ thế kỷ thứ 8, khi các đường phố ở Baghdad được trải bằng hắc ín, một sản phẩm được tách ra từ dầu mỏ bằng chưng cất phá hủy. Trong thế kỷ 9, các mỏ dầu được khai thác ở các khu vực xung quanh Baku, Azerbaijan ngày nay để sản xuất napta. Các mỏ này được al-Masudi miêu tả trong thế kỷ 10 và Marco Polo vào thế kỷ 13, họ đã miêu tả các sản phẩm lấy lên từ các giếng dầu này trên hàng trăm tàu hàng. Dầu mỏ được al-Razi chưng cất vào thế kỷ 9 và tạo ra các sản phẩm như kerosene trong alembic, loại này được ông sử dụng cho phát minh của mình là đèn kerosene trong công nghiệp đèn dầu.
Sự quan trọng của nó trong nền kinh tế thế giới liên quan đến gỗ và than, tất cả dùng để sưởi và nấu ăn, và dầu cá được sử dụng để thắp sáng trong thế kỷ 19. Công nghiệp dầu khí nổi lên ở Canada và Hoa Kỳ cung cấp nhiên liệu cho cuộc cách mạng công nghiệp.
Cuộc cách mạng công nghiệp thúc đẩy sự gia tăng nhu cầu năng lượng mà chủ yếu đó là than cùng với các nguồn khác như dầu cá. Tuy nhiên, người ta phát hiện ra rằng kerosene có thể được chiết tách từ dầu thô có thể dùng để thấp sáng và sưởi ấm. Dầu mỏ có nhu cầu rất lớn, vào thế kỷ 20 đã là một mặt hàng có giá trị nhất trên thị trường thế giới.